# Echinocephalus spinosissimus
Echinocephalus spinosissimus is een rondwormensoort uit de familie van de Gnathostomatidae. De wetenschappelijke naam van de soort is voor het eerst geldig gepubliceerd in 1905 door von Linstow.